# Edith Kellman
Pour les articles homonymes, voir Kellman.
Edith Kellman (4 avril 1911, Walworth (Wisconsin) -11 mai 2007, Walworth, Wisconsin ) était une astronome américaine connue pour son travail sur le système Yerkes de classification stellaire, aussi appelé la classification MKK.

## Carrière
Kellman a travaillé à l'observatoire Yerkes comme assistante en photographie, où elle a travaillé avec William Morgan et Philip C. Keenan pour développer le système Yerkes, un système de classification stellaire. Le système de classification MKK a été introduit en 1943 et a été utilisé par Morgan, Keenan et Kellman pour cartographier la structure en spirale de la Voie lactée en utilisant les étoiles de types O et B. Une variante de ce système est encore utilisée aujourd'hui dans la classification stellaire.
Après avoir quitté l'observatoire, elle a enseigné les mathématiques à la Williams Bay High School (en).

## Honneur
L'astéroïde (20052) Kellman est nommé en son honneur.